# 개인교수: 심화학습
"개인교수: 심화학습"은 2016년에 개봉한 대한민국의 영화이다.

## 캐스팅
- 허예창
- 선지우
- 김다현
- 김혜진
- 조성호